# 辉公地坪遗址
辉公地坪遗址，位于中国广东省河源市连平县上坪镇新镇村，为河源市连平县的一个县级文物保护单位，类型为古遗址，公布时间为1986年1月。
辉公地坪遗址的历史年代为新石器时代。